# Marmeleiro (Paraná)
Marmeleiro é um município brasileiro do estado do Paraná. Sua população, segundo o Censo do IBGE de 2022, é de 15.873 habitantes, distribuídos em 388,86 km² de área.
Segundo a estimativa de 2021, a população de Marmeleiro teve um significativo aumento populacional de 1.466 habitantes. 
Vale observar que a bela cidade possui uma trajetória próspera, mas a população urbana sofre com o intenso trânsito de veículos pesados que cruzam a avenida principal, desencorajando a vinda de novos habitantes, causando perigo e transtorno para aqueles que se aventuram em atravessar a avenida, apresentando um cenário retrógrado e contrário as tendências do Brasil. 
A mudança e transformação urbana da cidade, com a criação de uma rodovia que permita o tráfego de veículos pesados para fora da área urbana é uma medida que exige urgente atenção das autoridades políticas e que proporcionaria segurança e qualidade de vida aos habitantes.

## História
A colonização dessa região foi efetivada por Arthur Lemos do Departamento de Terras do Paraná, que fez propagandas de suas terras férteis presentes naquela região. A partir de 1935 começaram a chegar as primeiras famílias, para habitarem essas terras.
Na década de 1940, uma empresa de Carazinho, no Rio Grande do Sul, adquiriu uma grande área de terras. A empresa ainda fornecia madeira para construir as casas e cedia os terrenos, com a condição de que os colonos morassem ali.
Marmeleiro foi desmembrado de Clevelândia, Francisco Beltrão e Pato Branco, foi elevado à categoria de município em 25 de julho de 1960, pela Lei nº 4.245.
A instalação do município ocorreu no dia 25 de novembro de 1961, dia em que assume o primeiro prefeito. Esta data é adotada como dia do município.
O nome do município é originado das árvores de nome Marmeleiro existentes às margens do rio, que também leva o mesmo nome.